# قاعدة بيانات مناخية لمحيطات العالم
قاعدة البيانات المناخية لمحيطات العالم هو مشروع بحثي لتحويل سجلات السفن إلى قاعدة بيانات محوسبة، موّله الاتحاد الأوروبي، وتم تنفيذ الجزء الأكبر من العمل بين عامي 2001 و2003. تعتمد قاعدة البيانات على سجلات السفن البريطانية والهولندية والفرنسية والإسبانية لفترة ما قبل استخدام الأدوات مباشرة، من 1750 إلى 1850.

## دفاتر السجلات قيد الاستعراض
تم استخدام دفاتر السجلات من القرن الثامن عشر وأوائل القرن التاسع عشر سابقًا في دراسات الحالة للأحداث الفردية ذات الأهمية التاريخية أو المناخية.
استخدمت قاعدة البيانات المناخية لمحيطات العالم دفاتر السفن القديمة كمصدر آخر لأولئك الذين يسعون إلى فهم تغير المناخ، لاستخدامها مع بيانات الوكيل وبيانات الأجهزة. تم إجراء الملاحظات في الظهيرة المحلية كل يوم، وتغطي معظم محيطات العالم-فقط المحيط الهادئ يفتقر إلى تغطية مفصلة. لم يكن هذا الكمّ من البيانات متاحًا بأي وسيلة أخرى.

## تفسير البيانات
عند البحث في البيانات، وجد موظفو قاعدة البيانات المناخية لمحيطات العالم أنه ينبغي التعامل مع البيانات بحذر وإخضاعها للتدقيق الدقيق. نطاق المعلومات -شروط واتجاهات قوة الرياح والأوصاف العامة للطقس- متسق بين المصادر الوطنية المختلفة. استندت البيانات في المقام الأول على الملاحظات التي أدلى بها ضباط ذوو الخبرة.
على الرغم من أن كل كتاب استخدم مصطلحات متسقة للإشارة إلى سرعة الرياح، إلا أن هذه القيم لم تكن دائمًا متسقة بين دفاتر السجلات. اختار الباحثون توحيد المصطلحات في مكافئات مقياس بوفورت. اختلفت المفردات المستخدمة أيضًا بين المصادر الوطنية-استخدم البحارة البريطانيون نطاقًا ضيقًا نسبيًا من المصطلحات، بينما استخدم البحارة من هولندا وإسبانيا وفرنسا مجموعة أوسع من الأوصاف. وجد الباحثون أن غالبية إدخالات قوة الرياح تم حسابها من خلال اثني عشر مصطلحًا أو نحو ذلك، مما سمح للمجموعة بإعداد قاموس يحدد معظم مصطلحات قوة الرياح المستخدمة. كما تم نشر هذا القاموس متعدد اللغات.

## التحقق من البيانات
لإثبات موثوقية السجلات، نظر الباحثون في القراءات المأخوذة عندما كانت السفن تبحر في قافلة أو برفقة صحبة قريبة. غالبًا ما استمرت هذه الرحلات عدة أسابيع، وقدمت عينات كبيرة. أظهر البحث أن هناك درجة عالية من الارتباط في قوى الرياح المسجلة واتجاهات الرياح المسجلة.
في عدة حالات، أظهرت السجلات اختلافات صغيرة ولكنها مستمرة بين سجلات قوة الرياح المطلقة المعدة على السفن ذات الأحجام المختلفة. تم الحكم على هذا بعدم التأثير ماديًا على النتيجة العلمية للمشروع، ولكنه يظل مسألة تتطلب مزيدًا من التحقيق.
كان من الضروري أيضًا تصحيح البيانات وفقًا للمعايير الحديثة، سجلت بعض الكتب بيانات سرعة الرياح واتجاه الرياح بالرجوع إلى الشمال المغناطيسي، بدلاً من الشمال الحقيقي. لم يتم استخدام أساليب الملاحة الدقيقة على نطاق واسع حتى وقت متأخر من فترة الدراسة، لذلك كان من الضروري تصحيح خطوط الطول والعرض باستخدام برنامج مصمم خصيصًا.

## قاعدة البيانات
تم إصدار نسخة أولية من قاعدة البيانات في أواخر عام 2003، على شكل قرص مضغوط وعبر موقع قاعدة بيانات مناخية لمحيطات العالم على الويب. تعتمد بنية البيانات على تنسيق أرشيف الأرصاد الجوية البحرية الدولية. البيانات متاحة الآن في شكل جدول بيانات مفتوح أوفيس، وملف نصي محدد بعلامات جدولة، وحزمة جيوبائية على موقع الويب التاريخي HistoricalClimatology.com.
تتضمن قاعدة البيانات معلومات عن تاريخ ووقت كل ملاحظة، وخط العرض وخط الطول لسفينة التسجيل، وبلد المنشأ. اتجاه الرياح وقوة الرياح. حيثما كان ذلك متاحًا-عادةً فقط في نهاية فترة المسح-يتم أيضًا تضمين الملاحظات الآلية.

## تحقيق أهداف قاعدة بيانات مناخية لمحيطات العالم
بعد انتهاء مشروع قاعدة بيانات مناخية لمحيطات العالم في عام 2003، ادعى الباحثون عددًا من النجاحات. وبحسب موقع المشروع، فقد اشتملت هذه على:
- إنشاء قاعدة بيانات متاحة مجانًا للبيانات المناخية المعايرة التي ستكون ذات قيمة في الدراسات المناخية.
- مؤكدة بوسائل موضوعية موثوقية بيانات السجل.
- قدمت قاموسًا للمصطلحات يسمح للعلماء الآخرين بفك رموز الأوصاف الموجودة في دفاتر السجلات بسهولة أكبر.
- تطوير خوارزمية إحصائية يمكن من خلالها استخدام حقول بيانات السجل المجمعة لإعادة بناء حقول الضغط الجوي فوق المحيطات.

تُستخدم قاعدة البيانات المناخية لمحيطات العالم أيضًا كامتداد للسجلات القائمة على الأدوات الموجودة في مجموعة بيانات المحيطات والغلاف الجوي الدولية الشاملة.
تم استخدام قاعدة البيانات لتغذية قوة الرياح واتجاهها في النماذج الإحصائية، والتي أنتجت بدورها عمليات إعادة بناء شهرية لحقل الضغط للمحيط الهندي وجنوب وشمال المحيط الأطلسي. توفر هذه النماذج معلومات للباحثين في تغير المناخ فوق المحيطات في القرن من عام 1750. كما يسمح بتقديرات لمقاييس مثل تذبذب شمال الأطلسي ومؤشر التذبذب الجنوبي لهذه الفترة.
بحلول الوقت الذي انتهى فيه المشروع في عام 2003، تم إكمال دراسة دفاتر السجلات الإسبانية بالكامل تقريبًا. ظل أكثر من 50% من السجلات الهولندية وأكثر من 90% من دفاتر السجلات البريطانية والفرنسية غير مفحوصة- يحتوي كل من هذه المصادر على حوالي 100000 ملاحظة. تشمل جميع المصادر العديد من الملاحظات المأخوذة في أوقات أخرى غير الظهيرة المحلية؛ لم يتم دراسة هذه الملاحظات بأي عمق.

## مشاركون
تضمنت المؤسسات المشاركة:
- جامعة كومبلوتنسي مدريد
- جامعة سندرلاند
- جامعة شرق انجليا
- المعهد الملكي الهولندي للأرصاد الجوية
- معهد علم النيفولوجيا وعلم الجليد والعلوم البيئية
- المتحف البحري الوطني
- المعهد الهولندي لخدمات المعلومات العلمية
- الإدارة الوطنية الأمريكية للمحيطات والغلاف الجوي

## منشورات مهمة
توجت جهود قاعدة البيانات المناخية لمحيطات العالم بإنشاء هذه الوثيقة التاريخية، وهي معجم مصطلحات الأرصاد الجوية البحرية: قاموس قاعدة البيانات المناخية لمحيطات العالم متعدد اللغات لمصطلحات الأرصاد الجوية، قاموس إنجليزي/إسباني/فرنسي/هولندي لمصطلحات قوة الرياح المستخدمة من قبل البحارة من 1750 إلى 1850.

## روابط خارجية
- CLIWOC website - also contains an FTP version of the database.
- CLIWOC at HistoricalClimatology.com - the database in accessible file formats.
- ICOADS dataset
- Climate of the Past: Seasonal mean pressure reconstruction for the North Atlantic (1750-1850) based on early marine data